# John Cleveland
John Cleveland (Loughborough, 16 giugno 1613 – Londra, 29 aprile 1658) è stato un poeta inglese.
Figlio di un usciere in una scuola, Cleveland nacque a Loughborough e studiò al Hinckley Grammar School. Fu ammesso al Christ's College di Cambridge dove si diplomò nel 1632 e nel 1634 ottenne una borsa di studio per il St John's College, Cambridge. Al St John divenne tutor e docente di retorica. Fervente monarchico, si oppose all'elezione di Oliver Cromwell al Parlamento Largo come membro di Cambridge e per questo perse il suo posto al college nel 1654. Venne nominato Giudice avvocato a Newark da Carlo I d'Inghilterra. Nel 1646 però perse tale carica. Nel 1655 fu imprigionato a Great Yarmouth ma rilasciato da Cromwell, al quale fece appello e andò a Londra, dove visse fino alla sua morte. La sua opera migliore è un'opera satirica che ricorda Hudibras che ebbe una grande influenza sull'opinione pubblica del suo tempo, mentre le sue poesie vengono considerati mediocri. Le poesie furono pubblicate nel 1656. Si circondò di numerosi amici letterati, tra i quali si annovera Samuel Butler.